# Barsekowstraße 14/16
Das Haus in der Barsekowstraße 14/16 in Berlin ist ein Baudenkmal. Das Gebäude, auch als Lilienthalhaus bekannt, entstand 1896 bis 1898.

## Geschichte
Das Haus wurde 1898 im Auftrag des Besitzers George Werner für die Dampfwäscherei Germania (Betreiber Julius Mayer), im Tudorstil in Steglitz errichtet und im gleichen Jahr als Gewerbegebäude eröffnet.
Die Baupläne werden Gustav Lilienthal zugeschrieben, weshalb es oft auch als Lilienthalhaus bezeichnet wird.
Das Haus gehörte damals zur Birkbuschstraße und trug die Hausnummer 9. Um 1930 wurde das Gebiet um die Birkbuschstraße mit Wohnhäusern bebaut und das Gebäude der neu angelegten, parallel zur Birkbuschstraße verlaufenden, Barsekowstraße zugeordnet.
Im August 1995 nahm das Berliner Landesdenkmalamt die Immobilie als Einzeldenkmal unter dem Namen Dampfwaschanstalt Germania in seine Baudenkmaldatei auf.
In den 2000er Jahren zog in das inzwischen grundsanierte Gebäude das Architekturbüro Straub Beutin ein. Auch eine Tanzschule (Ballettschule Elsner) hat sich hier einquartiert.